# Achtung! Banditi!
Achtung! Banditi! est un film italien réalisé en 1951 par Carlo Lizzani.
Pour plus de détails, voir Fiche technique et Distribution.

## Synopsis
Les aventures d'un groupe de résistants italiens originaires de Gênes et dirigé par le commandant Vento qui doivent s'emparer d'une cargaison d'armes destinées à l'occupant allemand. Aidés par un comité d'ouvriers en grève menés par Marco, ceux-ci parviennent à leurs fins, après plusieurs péripéties pleines de tension.

## Fiche technique
- Titre original : Achtung! Banditi!
- Réalisation : Carlo Lizzani
- Scénario : Rodolfo Sonego, Giuliani G. De Negri (it), Ugo Pirro, Giuseppe Dagnino, Massimo Mida, Enrico Ribulsi, Mario Socrate et Carlo Lizzani.
- Photographie : Gianni Di Venanzo, noir et blanc
- Montage : Enzo Alfonsi
- Musique : Mario Zafred
- Directeur de production : Giorgio G. Agliari
- Production : Cooperativa Spettatori/Produttori Cinematografici, Gênes
- Durée : 98 minutes
- Année de réalisation : 1951
- Pays d'origine :  Italie
- Date de sortie :
  - Italie : 10 novembre 1951.

## Distribution
- Gina Lollobrigida : Anna
- Andrea Checchi : l'ingénieur
- Vittorio Duse : Domenico
- Lamberto Maggiorani : Marco
- Maria Laura Rocca : l'amante du diplomate
- Pietro Tordi : le diplomate
- Giuliano Montaldo : Lorenzo
- Giuseppe Taffarel (it) : Commandant Vento

## Récompenses et distinctions
- Prix de la réalisation au Festival de Karlovy Vary (Tchécoslovaquie) 1952

## Autour du film
- Comme pour le film La Terre tremble de Luchino Visconti, le film a été produit par une coopérative, bénéficiant de l'aide d'organisations proches du Parti communiste italien. Concrètement, « Achtung! Banditi! est réalisé sous les auspices du résistant devenu producteur Giuliani G. De Negri (it) qui, face au boycott opposé par le gouvernement à ce projet sur la lutte partisane en Ligurie, crée la Cooperativa degli spettatori-produttori. »[1] D'autre part, une souscription populaire a été lancée auprès des habitants de la région, afin d'aider au financement du film. Les protagonistes résistants d'Achtung! Banditi! ont donc, pour une grande part, financé leur propre histoire.
- Au générique artistique du film, il faut signaler la présence d'une débutante qui va devenir rapidement célèbre, Gina Lollobrigida, incarnant Anna, sœur au cœur déchiré du chasseur alpin Domenico, et celle de Lamberto Maggiorani, héros du film Le Voleur de bicyclette, campant ici le rôle de l'ouvrier Marco.